# Індіанола (округ Делавер, Оклахома)
Індіанола (англ. Indianola) — переписна місцевість (CDP) в США, в окрузі Делавер штату Оклахома. Населення — 51 особа (2020).

## Географія
Індіанола розташована за координатами 36°26′40″ пн. ш. 94°40′29″ зх. д. / 36.44444° пн. ш. 94.67472° зх. д. (36.444505, -94.674667).  За даними Бюро перепису населення США у 2010 році переписна місцевість мала площу 2,28 км², уся площа — суходіл.

## Демографія
Згідно з переписом 2010 року, у переписній місцевості мешкало 48 осіб у 19 домогосподарствах у складі 13 родин. Густота населення становила 21 особа/км².  Було 22 помешкання (10/км²).
Расовий склад населення:
| - 70,8 % — білих - 16,7 % — корінних американців |

До двох чи більше рас належало 12,5 %. Частка іспаномовних становила 0,0 % від усіх жителів.
За віковим діапазоном населення розподілялося таким чином: 29,2 % — особи молодші 18 років, 64,5 % — особи у віці 18—64 років, 6,3 % — особи у віці 65 років та старші. Медіана віку мешканця становила 37,5 року. На 100 осіб жіночої статі у переписній місцевості припадало 128,6 чоловіка; на 100 жінок у віці від 18 років та старших — 112,5 чоловіків також старших 18 років.
Цивільне працевлаштоване населення становило 0 осіб. 